# 瘤果粗叶木
瘤果粗叶木（学名：Lasianthus verrucosus）为茜草科粗叶木属下的一个种。

## 扩展阅读
- 維基物種上的相關：瘤果粗叶木